# 科学频道
科學頻道（英語：Science Channel）是由探索傳播公司擁有的一個美國有線，衛星，IPTV電視頻道。 科學頻道主要播放流行科學、科技、天文、考古和動物等紀錄片。

## 历史
探索科学网络于1996年10月作为探索4个新数码频道的其中一部分同时播出。在1998年改名为探索科学频道 , 2002年改为 科学频道，尽管如此，国际版本使用探索科学（Discovery Science）的名字。2007年以简写 Science Channel作为新标志，随后2011年以新标志Science为主。

## 国际
科学频道国际版本在东南亚, 欧洲, 英国, 印度, 瑞典, 加拿大, 拉丁美洲和澳大利亚这些地方播放时称之为探索科学（Discovery Science）。

## 标志

2007年12月到2011年6月8日的科学频道标志。这种简化字体设计类似于1970/80年代科技新时代杂志 标志的风格
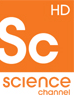
同上但适用于高清频道